# Arroyo Pavón
Der Arroyo Pavón ist ein auf dem Gebiet des Departamento San José im Süden Uruguays gelegener kleiner Flusslauf.
Der circa 90 Kilometer lange Fluss entspringt auf einer Höhe von etwa 200 Metern über dem Meeresspiegel in der Cuchilla Guaycurú. Er mündet nach nordost-südwestlichem Verlauf als linksseitiger Zufluss in den Río de la Plata. Seine Mündung liegt einige Kilometer östlich derjenigen des Río Rosario, sowie unweit derer des Arroyo Cufré. Die Größe seines Einzugsgebietes beträgt 540 km².